# Teveronikefjädermott
Teveronikefjädermott Stenoptilia pterodactyla är en fjärilsart som beskrevs av Carl von Linné 1761. Teveronikefjädermott ingår i släktet Stenoptilia och familjen fjädermott (Pterophoridae). Inga underarter finns listade i Catalogue of Life.

## Kännetecken
Vingbredd 20-26 mm. Framvingar kanelbruna, vid framkanten mörkare, vid bakkanten gulaktiga med 3 längsrader av svarta och vita fjäll och två mörka punkter vid klyvningen. Framkantsfransar bildar en fin vit linje från vingmitten till spetsen. Bakvingar mörkbruna. 

## Liknande arter
Arten skiljer sig från ängsväddsfjädermott, (Stenoptilia bipunctidactyla), genom att den saknar en otydlig vit tvärlinje på framvingefliken som ängsväddsfjädermott har, dessutom är framkantsfransarna bruna på ängsväddsfjädermott.

## Levnadssätt
Fjärilen flyger allmänt på ängsmarker där näringsväxten förekommer. 

## Flygtid
Från juni till och med augusti. 

## Biologi
Larven är blekt gulgrön med mörkare längslinjer vitaktig sidokant och svartfläckigt huvud. Den lever på blommor blad och omogna frön av teveronika, förpuppning längs stjälken på näringsväxten. 

## Näringsväxt
Teveronika (Veronica chamaedrys).

## Utbredning
Påträffad allmänt från Skåne till Torne lappmark. I övriga Norden finns den i Danmark, Norge och Finland.